# غراتسانو بادوليو
غراتسانو بادوليو (بالإيطالية: Grazzano Badoglio)‏ هي بلدة وبلدية في مقاطعة أستي في إقليم بييمونتي في جنوب إيطاليا.

## السكان
في سنة 1861 بلغ عدد السكان 1٬490 نسمة، وتطور العدد ليصل في سنة 2011 لـ 618 نسمة.
يظهر هذا المخطط البياني تطور النمو السكاني لـ غراتسانو بادوليو

## أعلام
- بييترو بادوليو